# Tatiana Hurtado
Tatiana Hurtado Lerma (ur. 3 września 2003) – kolumbijska zapaśniczka walcząca w stylu wolnym. Zajęła siódme miejsce na mistrzostwach panamerykańskich w 2022. Brązowa medalistka igrzysk Ameryki Południowej w 2022. Wicemistrzyni igrzysk boliwaryjskich w 2022. Wicemistrzyni igrzysk panmerykańskich młodzieży w 2021. Trzecia na igrzyskach Ameryki Południowej młodzieży w 2017 roku.